# Gaojiazhen-Stätte
Die Gaojiazhen-Stätte (chinesisch 高家镇遗址, Pinyin Gāojiāzhèn yízhǐ, englisch Gaojiazhen Site) ist eine paläolithische Stätte im Kreis Fengdu der regierungsunmittelbaren Stadt Chongqing in Südwestchina. Die Stätte befindet sich auf der 3. Terrasse des rechten Ufers des Jangtsekiang auf dem Gebiet des Dorfes Guihua (桂花村) der Großgemeinde Gaojia (高家镇 Gaojia zhen). Die Stätten wurden 1995 und 1998 vom Institut für Wirbeltierpaläontologie und Paläoanthropologie der Chinesischen Akademie der Wissenschaften, dem Naturgeschichtsmuseum Chongqing und dem Verwaltungsbüro für Kulturgegenstände des Kreises Fengdu ausgegraben. Es wurden ca. 2.500 Steinartefakte ausgegraben.
Durch die Entdeckungen der altsteinzeitlichen Stätten von Gaojiazhen und Yandunbao wurde die Geschichte der paläolithischen Kultur in der Drei-Schluchten-Region von 50.000 auf 100.000 Jahre zurückdatiert.
Die Gaojiazhen-Stätte (Gaojiazhen yizhi) steht seit 2001 auf der Liste der Denkmäler der Volksrepublik China (5-102).